# Louis Luc
Pour les articles homonymes, voir Luc.
Louis Luc, né le 22 juillet 1927 à Saint-Bonnet-l'Enfantier en Corrèze et mort le 12 juillet 1996 à Piana en Corse-du-Sud, est un journaliste et homme politique français, membre du Parti communiste français. Il a été maire de Choisy-le-Roi de 1979 à 1996.

## Biographie
Né en Corrèze, Louis Luc passe son enfance à Choisy-le-Roi. À 16 ans, en décembre 1943, il entre dans la Résistance en adhérant aux jeunesses communistes et au PCF. En août 1944, prévenu, il évite de peu son arrestation par les Allemands, alors que treize de ses camarades sont fusillés à Congis.
En 1946, il rejoint comme journaliste le quotidien communiste Ce soir sous la direction d'Louis Aragon, puis intègre la rédaction de l'Humanité.
Maurice Thorez, secrétaire général du Parti communiste et vice-président du Conseil jusqu'en mai 1947, l'appelle dans son cabinet. Louis Luc retrouve en décembre 1947 les bureaux de l'Humanité comme journaliste parlementaire.
Entré au conseil municipal de Choisy-le-Roi en 1953, il devient adjoint au maire en 1965. Il participe à des rencontres avec François Mitterrand qui aboutissent à la candidature unique à l'Élection présidentielle française de 1965. Le président de la République lui remet la Légion d’honneur le 15 mars 1984.
Louis Luc quitte la presse pour devenir premier adjoint aux élections municipales de 1971, et succède à Fernand Dupuy comme maire en octobre 1979. Il est constamment réélu (1983, 1989 et 1995) jusqu'à sa mort. 
Mort le 12 juillet 1996 en Corse à 68 ans, Louis Luc est inhumé au cimetière de Choisy-le-Roi.
Il avait épousé en 1955 Hélène Del Cucina, future conseillère générale et sénatrice communiste du Val-de-Marne.
Une Association Louis-Luc, pour l’histoire et la mémoire de Choisy-le-Roi, perpétue son souvenir.

## Distinction
- Chevalier de la Légion d'honneur (15 mars 1984[6])